# Udo Horsmann
Udo Horsmann (født 30. marts 1952 i Beckum, Vesttyskland) er en tysk tidligere fodboldspiller (forsvarer).
Horsmann spillede i perioden 1975-1983 mere end 200 ligakampe for Bayern München. Han vandt to tyske mesterskaber, én DFB Pokal og Mesterholdenes Europa Cup med klubben.
Senere i karrieren spillede Horsmann også for FC Nürnberg, 1860 München og franske Rennes.

## Titler
Bundesligaen
- 1980 og 1981 med Bayern München

DFB-Pokal
- 1982 med Bayern München

Mesterholdenes Europa Cup
- 1976 med Bayern München

Intercontinental Cup
- 1976 med Bayern München